# Francesco de' Vieri

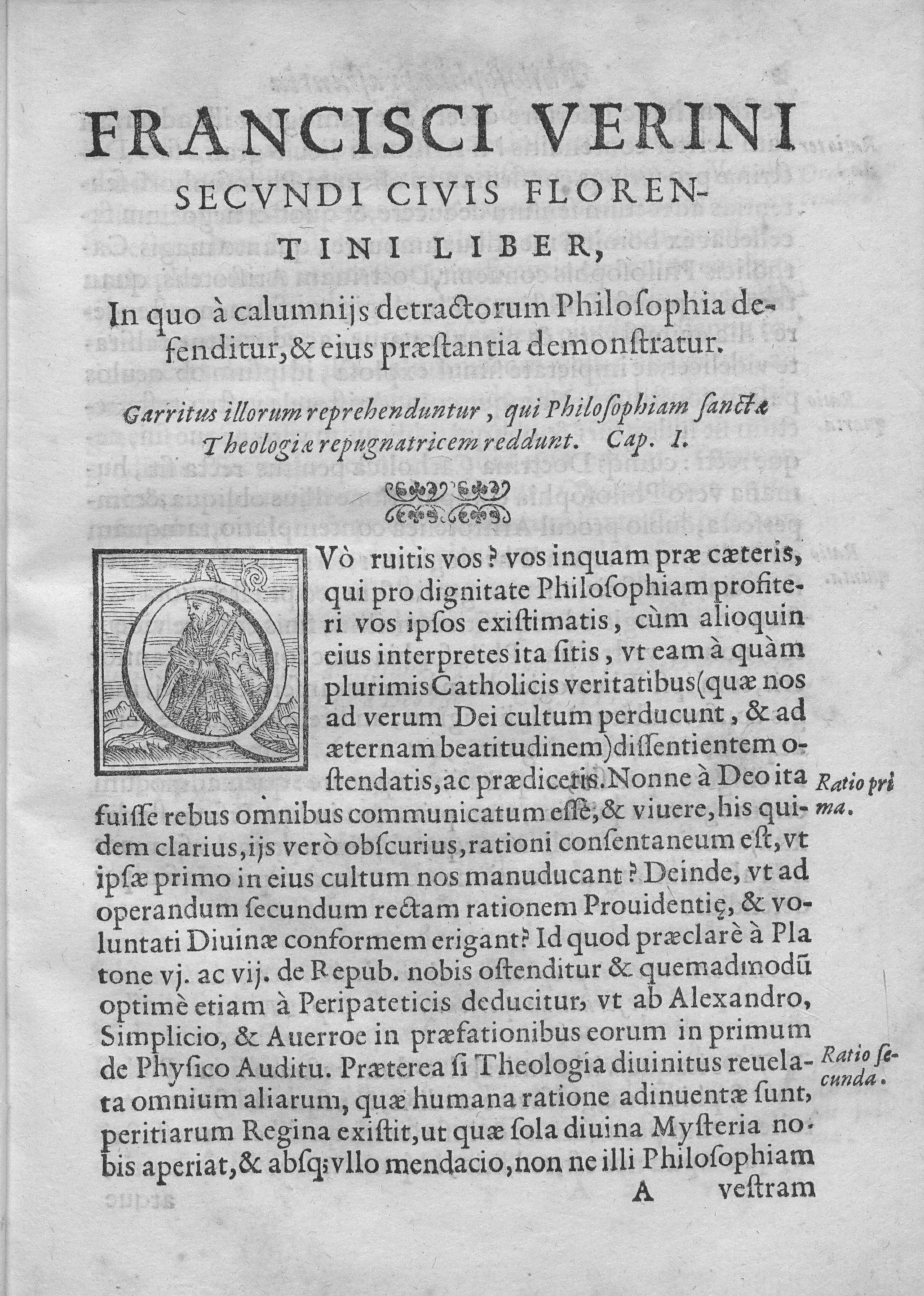
Liber in quo a calumnijs detractorum philosophia defenditur, & eius praestantia demonstratur, 1586

Francesco de' Vieri, detto Verino secondo (Firenze, 1524 – 1591), è stato un filosofo ed ermetista italiano di ispirazione platonica.

## Biografia
Di famiglia nobile, era nipote di Francesco de' Vieri detto Verino primo. Allo Studio di Pisa fu professore di logica e poi, dal 1559 al 1590, di filosofia.
Come l'avo fu molto attivo nell'Accademia fiorentina.
Alchimista di corte presso Francesco I de' Medici, era contestato dai colleghi per aver caldeggiato la rifondazione di una nuova accademia platonica improntata a Giovanni Pico della Mirandola, in un'ottica di conciliazione di Platone con l'aristotelismo; suo principale avversario era Girolamo Borro.
Tra le altre opere scrisse un trattato di astronomia e meteorologia Sulle meteore, termine con cui allora si intendevano i fenomeni atmosferici sublunari, commentario alla Meteorologica aristotelica.

## Opere
- Discorso del soggetto, del numero, dell'uso et della dignità et ordine degl'habiti dell'animo (Firenze, 1568)
- Trattato delle metheore (Firenze, 1572)
- Discorso intorno a' dimonii, volgarmente chiamati spiriti (Firenze, 1576)
- Trattato della lode, dell’honore, della fama et della gloria (Firenze, 1577)
- Breve discorso intorno all'Arte dell'Alchimia (Firenze, 1580)
- Daemonum investigatio peripatetica (Firenze, 1580)
- Discorso della grandezza et felice fortuna d'una gentilissima et graziosiss. donna qual fu M. Laura, biografia spirituale dell'amata di Francesco Petrarca (Firenze, 1581)
- (LA) Liber in quo a calumnijs detractorum philosophia defenditur, & eius praestantia demonstratur, Roma, Giovanni Angelo Ruffinelli, 1586.
- Discorsi delle maravigliose opere di Pratolino et d'Amore (Firenze, 1587)
- Ragionamento de l'eccellenze e de più maravigliosi artifizij della magnanima professione della filosofia (Firenze, 1588)
- Vere conclusioni di Platone conformi alla dottrina christiana et a quella d'Aristotile (Firenze, 1589)
- Lezzioni d'amore, a cura di J. Colaneri (Monaco di Baviera, 1973)